# Peptide YY
Peptide YY (PYY) còn được gọi là peptide tyrosine tyrosine là một peptide mà ở người thì được mã hóa bởi gen PYY. Peptide YY là một peptide ngắn (36 amino acid) được giải phóng từ các tế bào trong ruột và đại tràng để đáp ứng với thức ăn. Trong máu, ruột, và các yếu tố khác của vùng ngoại vi, PYY hoạt động để giảm thèm ăn; tương tự như vậy, khi được tiêm trực tiếp vào hệ thần kinh trung ương, PYY cũng có tính làm chán ăn, hay nói cách khách là giảm thèm ăn.
Các loại thức ăn từ trái cây, rau và ngũ cốc nguyên hạt, được tiêu thụ, làm tăng tốc độ vận chuyển của nhũ chấp vào ruột, làm tăng lượng PYY3-36 và gây ra cảm giác no. Peptide YY có thể được tạo thành từ sự phân hủy của protein thô có trong cá bởi enzyme và tiêu thụ vào như một sản phẩm thực phẩm.

## Cấu trúc
Peptide YY có liên quan đến họ peptide của tuyến tụy do chúng có 18 trên tổng số 36 amino acid nằm ở cùng vị trí với peptide tuyến tụy. Hai dạng chính của peptide YY là PYY1-36 và PYY3-36, có các motif cấu trúc gấp PP. Tuy nhiên, dạng phổ biến nhất của PYY tuần hoàn với khả năng miễn dịch là PYY3-36, liên kết với thụ thể Y2 (Y2R) của họ thụ thể Y. Peptide PYY3-36 (PYY) là một polypeptide dạng thẳng gồm 34 amino acid và là đồng đẳng với NPY và polypeptide tuyến tụy.

## Chức năng
PYY thực hiện chức năng của nó thông qua các thụ thể NPY. Chúng làm giảm nhu động dạ dày và làm tăng sự hấp thu nước và chất điện giải trong đại tràng. PYY cũng có thể ức chế tiết dịch tụy. PYY được tiết ra bởi các tế bào nội tiết trong ruột và đại tràng để đáp ứng với bữa ăn, và đã được chứng minh là làm giúp giảm sự thèm ăn. PYY hoạt động bằng cách làm chậm quá trình tiết dịch dạ dày; do đó, nó làm tăng hiệu quả tiêu hóa và hấp thụ chất dinh dưỡng sau bữa ăn. Nghiên cứu cũng chỉ ra PYY có thể giúp ích trong việc loại bỏ nhôm tích tụ trong não.